# Prospalta magna
Prospalta magna là một loài bướm đêm trong họ Noctuidae.